# Bearwallow Mountain Lookout Cabins and Shed
Les Bearwallow Mountain Lookout Cabins and Shed forment un ensemble architectural américain dans le comté de Catron, au Nouveau-Mexique. Construit en 1923, cet ensemble de cabanes est protégé au sein de la forêt nationale de Gila. Il est inscrit au Registre national des lieux historiques depuis le 28 janvier 1988 ainsi qu'au New Mexico State Register of Cultural Properties depuis le 4 mars 1988.
Située à proximité se trouve une tour de guet haute d'environ 10,7 mètres et couronnée par une cabine en bois d'environ 2,1 mètres par 2,1 mètres. Elle ne bénéficie pas des protections dont jouissent les cabanes voisines.